# Distrito de Meno-Kinzig
El distrito de Meno-Kinzig (en alemán: Main-Kinzig-Kreis) es un Landkreis (distrito rural) en la región de Darmstadt dentro del estado federal de Hesse, en lo que se denomina parte de Hesse Meridional (antiguo distrito de Gelnhausen und Hanau) así como parte de Hesse Oriental (antiguo distrito de Schlüchtern). Los distritos vecinos al norte son el distrito de Vogelsberg y el distrito de Fulda, al este se encuentra el distrito Bad Kissingen del estado federal de Baviera y Main-Spessart, al sur se encuentra el distrito de Aschaffenburg, al sudeste el distrito de Offenbach y la ciudad libre de Fráncfort del Meno y al oeste y noroeste el distrito de Wetterau. La capital del distrito recae administrativamente sobre la ciudad de Gelnhausen.

## Geografía
El nombre del distrito procede de los ríos principales que cruzan su territorio, el Meno, que fluye a lo largo del límite suroeste del distrito, y el Kinzig, tributario del Meno, que lo atraviesa.
Las comarcas tienen paisajes influenciados por las cercanías del Rhön.

## Composición del distrito

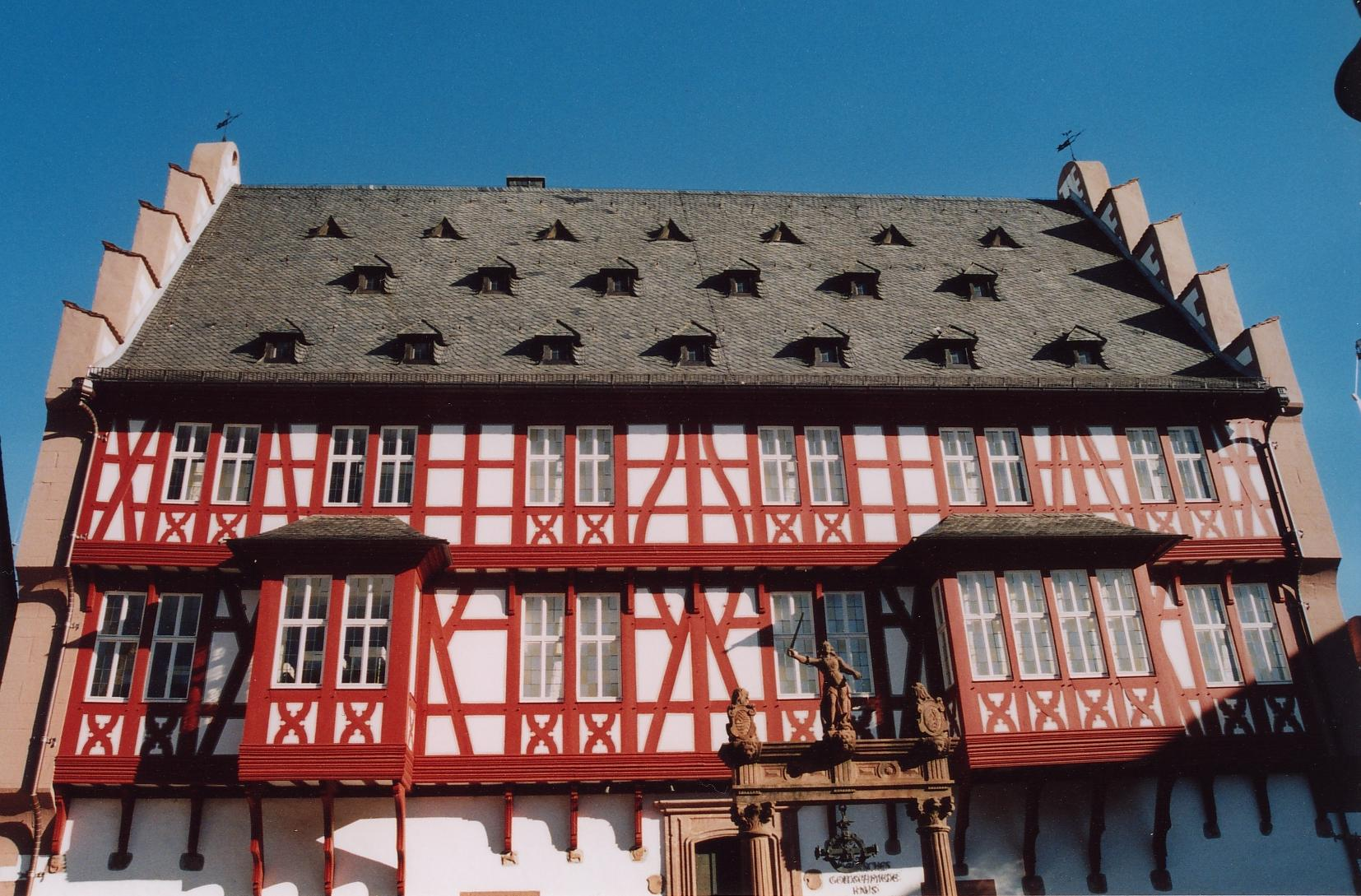
Casa del herrero (antiguo ayuntamiento).

(Habitantes a 30 de junio de 2005)
| - 1. Bad Orb (10.063) - 2. Bad Soden-Salmünster (13.927) - 3. Bruchköbel (20.807) - 4. Gelnhausen, Kreisstadt y Barbarossastadt (21.853) - 5. Hanau, Stadt mit Sonderstatus (88.792) - 6. Langenselbold (12.944) - 7. Maintal (38.157) - 8. Nidderau (20.095) - 9. Schlüchtern (17.340) - 10. Steinau an der Straße (11.160) - 11. Wächtersbach (12.446) | - 1. Biebergemünd (8.373) - 2. Birstein (6.539) - 3. Brachttal (5.354) - 4. Erlensee (12.658) - 5. Flörsbachtal (2.595) - 6. Freigericht (14.974) - 7. Großkrotzenburg (7.296) - 8. Gründau (14.779) - 9. Hammersbach (4.749) - 10. Hasselroth (7.379) - 11. Jossgrund (3.758) - 12. Linsengericht (9.786) - 13. Neuberg (5.226) - 14. Niederdorfelden (2.959) - 15. Rodenbach (11.466) - 16. Ronneburg (3.226) - 17. Schöneck (11.535) - 18. Sinntal (9.640) - 1. Gutsbezirk Spessart |